# هكتور فونسيكا
هكتور فونسيكا (بالإنجليزية: Hector Fonseca)‏ هو دي جيه ومنتج أسطوانات وملحن وعارض أمريكي، ولد في 10 يناير 1980.

## وصلات خارجية
- الموقع الرسمي